# باتريك غالاغير
باتريك غالاغير (بالإنجليزية: Patrick Gallagher)‏ هو سياسي أيرلندي، ولد في 1 ديسمبر 1946. في الانتخابات العمومية الإيرلندية، فبراير 1982 ‏، انتخب نائب دييل عن دائرة وترفورد ‏ وقد انضم خلال فترته النيابية ‏ (9 مارس 1982 – 4 نوفمبر 1982) للكتلة البرلمانية حزب العمال الأيرلندي ‏.